# 阿爾卑斯阿爾派

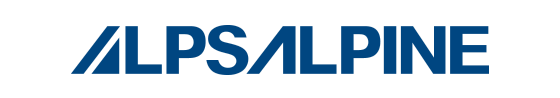

阿爾卑斯阿爾派株式會社（日语：アルプスアルパイン株式会社）是日本的一家電子公司，也是日經平均指數成份股之一。該公司由片岡勝太郎成立於1948年11月，當時名為片岡電氣株式會社。1961年4月，該公司在東京證券交易所上市。

## 外部連結
- アルプスアルパイン （页面存档备份，存于）